# كيفن آدامز
كيفن آدامز (بالإنجليزية: Kevin Adams)‏ هو مصمم إضاءة أمريكي، ولد في 26 يونيو 1962 في بامبا في الولايات المتحدة.

## وصلات خارجية
- كيفن آدامز على موقع قاعدة بيانات برودواي على الإنترنت (الإنجليزية)